# Cavriglia
Cavriglia é uma comuna italiana da região da Toscana, província de Arezzo, com cerca de 7 808 habitantes. Estende-se por uma área de 60 km², tendo uma densidade populacional de 130 hab/km². Faz fronteira com Figline Valdarno (FI), Gaiole in Chianti (SI), Greve in Chianti (FI), Montevarchi, Radda in Chianti (SI), San Giovanni Valdarno.

## Demografia
| Variação demográfica do município entre 1861 e 2011                               |
|                                                                                   |
| Fonte: Istituto Nazionale di Statistica (ISTAT) - Elaboração gráfica da Wikipedia |